# Storia dei testimoni di Geova nella Germania nazista e durante l'Olocausto
I testimoni di Geova furono perseguitati dal regime nazista tra il 1933 e il 1945.
Nella Germania nazista vivevano circa 25.000 Studenti Biblici (denominazione che allora avevano i testimoni di Geova). Si stima che circa 10.000 di essi finirono nei campi di concentramento e che di questi circa 2.500 furono uccisi. Centinaia di testimoni di Geova furono uccisi per il loro rifiuto di prestare servizio militare nella Germania nazista e di giurare ad essa fedeltà. La storica Sybil Milton sottolinea il loro coraggio nell'atteggiamento di rifiuto alla Germania nazista.

## La discriminazione dei Testimoni di Geova in Germania
Nel corso degli anni venti i testimoni di Geova venivano spesso apostrofati come comunisti travestiti da preti dai circoli völkisch e ultranazionalisti, oltre che dai rappresentanti delle chiese istituzionalizzate, cattolica e protestante. Fin dal 1923 il teorico nazista Alfred Rosenberg accusò i testimoni di agire per conto di un complotto internazionale ebraico-comunista; altri attacchi seguirono da parte di altri esponenti del regime nazista: in un opuscolo del 1924, pubblicato postumo con il titolo Il bolscevismo da Mosè a Lenin: i miei colloqui con Adolf Hitler, Dietrich Eckart accusò i testimoni di Geova di essere finanziati dagli ebrei e dalla massoneria. Gli antisemiti, che nella Repubblica di Weimar erano sempre più numerosi, odiavano i testimoni di Geova per l'importanza che questi attribuivano all'Antico Testamento e per la loro convinzione che, con l'Apocalisse, gli ebrei sarebbero ritornati nella Terra promessa. Per alcuni membri della Chiesa cattolica come il cardinale Michael von Faulhaber di Monaco, i testimoni di Geova praticavano una falsa religione influenzata da attività americane e comuniste.
All'inizio degli anni trenta, in molte località della Germania si registrarono casi di irruzioni violente nei luoghi dove i testimoni si trovavano a studiare la Bibbia, o di pestaggi di alcuni di essi da parte di organizzazioni paramilitari naziste come le SA (squadre d'assalto). Dopo la presa del potere dei nazisti nel gennaio 1933, le aggressioni contro i testimoni di Geova si intensificarono quasi immediatamente a causa delle convinzioni e dei comportamenti che manifestavano, in particolare del loro rifiuto di prestare obbedienza allo Stato nazista e di aderire alle varie emanazioni del partito. La reazione dei testimoni di Geova fu omogenea e unitaria, in sintonia con il loro codice religioso..
Claudio Vercelli scrive: "per le Chiese maggioritarie, la campagna nazista contro i testimoni di Geova assumeva così un significato rassicurante inserendosi nella lotta all'ateismo: come venivano colpite le 'organizzazioni marxiste' e i liberali secolarizzati, così si doveva non di meno procedere nella repressione dell'atteggiamento 'diffamatorio' assunto dai proclamatori Testimoni di Geova". Il cardinale di Monaco Michael von Faulhaber, in una lettera, si compiacque del fatto che "gli Studenti biblici non sono più in grado di svolgere le loro attività americane e comuniste". D'altro canto l'esponente dei cristiani tedeschi il reverendo Joachim Hossenfelder, poteva così congratularsi con le autorità del fatto che finalmente gli Studenti biblici marxisti erano stati neutralizzati, così come rileva il periodico 'Evangelium im Dritten Reich' nell'edizione del 9 luglio 1933.

## La persecuzione
(Adolf Hitler al Ministro degli Interni Wilhelm Frick annunciando il suo proposito per i testimoni di Geova, ottobre 1933)
A differenza di ebrei e zingari, che erano perseguitati sulla base della discriminazione etnica, i testimoni di Geova ebbero l'opportunità di sfuggire alla persecuzione rinunciando al proprio credo religioso firmando un documento di abiura alla propria fede e di sostegno alla Germania nazista.

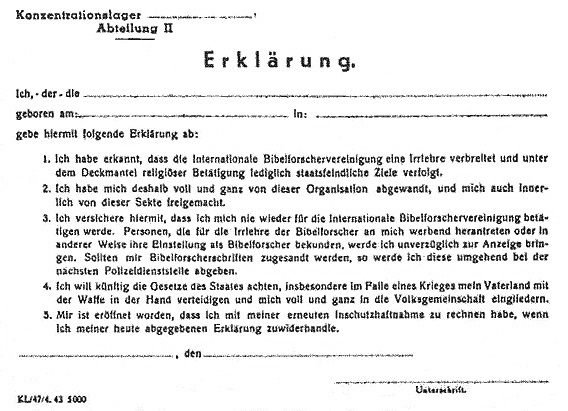
Documento di rinuncia.

Non prendendo parte alla politica di nessun paese, i testimoni di Geova rifiutarono ogni tipo di partecipazione e coinvolgimento con il regime nazista. Le autorità naziste da parte loro denunciarono i legami dei testimoni di Geova con gli Stati Uniti d'America deridendo inoltre la loro visione millenarista.
A cominciare dal novembre 1931, in Baviera le attività e le pubblicazioni dei testimoni di Geova furono proibite: la Torre di Guardia fece appello contro il provvedimento ma l'appello venne respinto (riuscì invece a far ritirare il provvedimento in altre due regioni).
I testimoni di Geova furono infine dichiarati fuorilegge in Germania a partire dall'aprile del 1933 sebbene fino ad allora il loro atteggiamento non fosse stato di chiara ostilità al regime.
Durante l'aprile del 1933 il movimento dei Bibelforscher (così venivano chiamati i testimoni di Geova) venne proibito per decreto in molti Länder: il 10 aprile nel Meclemburgo-Schwerin, il 13 in Baviera il 18 in Sassonia. Il 22, 23 e 24 aprile furono sequestrate tutte le pubblicazioni, sequestrate e chiuse sia la stamperia di Magdeburgo che la sede del movimento. Secondo i nazisti sia l'associazione degli studenti biblici che la Società Torre di Guardia erano strettamente legati con i comunisti. Seguì un'altalena di autorizzazioni e proibizioni. Anche se, già dalla primavera del 1933, erano banditi nella maggior parte degli stati, dove si moltiplicavano le perquisizioni e gli arresti, il 25 giugno del 1933 organizzarono una grande assemblea a Berlino con almeno 7000 presenti. In questa occasione fu deciso di inviare una dichiarazione.

### La lettera a Hitler e la Dichiarazione dei fatti (1933)
Nel 1933 Joseph Franklin Rutherford invia una Lettera e Dichiarazione a Adolf Hitler, nella quale dichiara:
La lettera conclude:

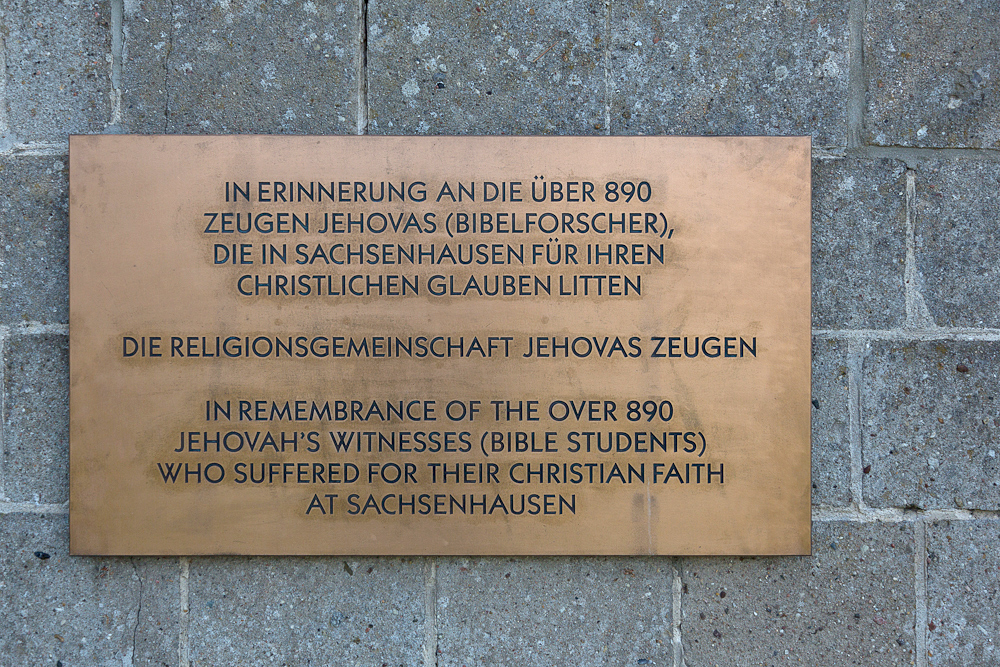
Targa alla Memoria Campo di concentramento di Sachsenhausen

La Dichiarazione di Fatti citata nella lettera ad Hitler fu redatta nel 1933 e inviata alle autorità naziste, e in passato è stata oggetto di dibattito e critica principalmente da parte dei detrattori dei Testimoni di Geova, che hanno interpretato alcuni passaggi come un tentativo di compromesso verso l'ideologia nazista. La letteratura contemporanea non sostiene queste ipotesi, dato che le pubblicazioni dei Testimoni in quel periodo criticavano chiaramente il regime di Hitler e condannavano il suo antisemitismo. Alcuni dei passaggi più controversi recitavano:
Infine, nel chiarire la posizione dei Testimoni rispetto al Reich, la Dichiarazione afferma:
Nel 1988 la pubblicazione Awake! dei Testimoni commentava nel merito:
James Penton, professore di storia nell'Università di Lethbridge ed oppositore dichiarato dei Testimone di Geova, ritiene che la dichiarazione del 1933 contenesse elementi di antisemitismo ed anticattolicesimo. La sua tesi è largamente rigettata dal mondo accademico, che ne ha sottolineato la mancanza di obiettività, la debolezza argomentativa e l'evidente pregiudizio che influenza il suo lavoro di storico.
Lo storico Detlef Garbe, direttore del Neuengamme (Hamburg) Memorial, ritiene infatti che il testo di Penton si fondi su pregiudizi derivanti dalla sua personale avversione contro i Testimoni di Geova e sia carente di obiettiva scientificità. A suo avviso il documento deve essere analizzato nel contesto storico dell'epoca, e non in quello contemporaneo, e aveva come scopo quello di distanziare i testimoni di Geova dagli altri gruppi oggetto di repressione in Germania, aggiungendo che "Molte delle critiche che sono state fatte nella letteratura in riferimento alla 'Dichiarazione di Wilmersdorf' non rendono giustizia né ai contenuti né alla situazione. Per esempio, non è appropriato concludere che i testimoni di Geova si siano dichiarati 'antisemiti' né che abbiano offerto la loro 'potenziale alleanza'. Le dichiarazioni secondo cui 'quel congresso dimostrò sostegno al Nazionalsocialismo' o l'affermazione che la Presidenza della Watch Tower abbia fatto un tentativo di 'stipulare un patto con Hitler', sono deliberati tentativi di screditare i Testimoni di Geova. Lo stesso si può dire anche della pubblicazione di Gebhard, la 'documentazione' della Germania Orientale (DDR), la quale indica che i Testimoni di Geova avrebbero fornito un presunto 'sostegno criminale alla politica antisemitica di Hitler'".
Anche la dottoressa Gabriele Yonan sostiene che, se analizzata nel contesto storico dell'epoca, la Dichiarazione non presenta alcuna dichiarazione antisemita, né alcun tentativo di ingraziarsi il favore di Hitler, aggiungendo che "queste accuse provenienti da ambienti ecclesiastici odierni costituiscono una deliberata manipolazione e falsificazione della storia, apparentemente motivate dal senso di colpa per il coinvolgimento o il mancato coinvolgimento delle chiese nella persecuzione". Yonan fa anche notare che l'assenza di antisemitismo nella Dichiarazione è evidente dall'uso disinvolto di citazioni dal Vecchio Testamento che includono il termine "Sion", così come dal fatto che la Dichiarazione non si rivolge a Hitler chiamandolo "Fuhrer", e che non si conclude con il saluto "Heil Hitler".
Per Christine E. King "il documento indica la natura degli attacchi che stavano subendo, spiega gli insegnamenti del gruppo, conferma il carattere rispettoso delle leggi dei suoi membri, nega ogni collegamento con comunismo, massoneria ed ebraismo ed esprime sostegno per "gli obiettivi paralleli" del nuovo governo nazionale.
Parlando di questi "obiettivi paralleli" (tra i quali appunto i valori della famiglia e la libertà di religione), lo storico Gerhard Besier fa notare che, sebbene non fossero esplicitamente identificati nella Dichiarazione, all'epoca erano già nettamente delimitati, aggiungendo che "se tali dichiarazioni ed espressioni d'ossequio fatte in modo appropriato da una comunità religiosa dovessero essere ritenute 'tentativi d'ingraziarsi il favore', allora non esisterebbe più alcuna definizione appropriata per le dichiarazioni cristiano-tedesche di vescovi e teologi in questo sistema di categorie". Anche lui ribadisce che per tali ragioni non è ammissibile l'accusa di compromesso con il regime nazista.

### L'inizio della persecuzione
La dichiarazione non sortì tuttavia l'esito auspicato. Il 27 giugno fu diramato l'ordine di perquisire tutte le proprietà delle congregazioni e confiscare tutto quello che poteva sembrare ostile al regime. Il 27 le S.A. rioccuparono la sede della Società Torre di Guardia, la chiusero e vi issarono la bandiera con la svastica. Fu proibita la lettura della Bibbia, come ogni riunione e ogni attività di culto in questi locali.
Il 14 luglio il Partito Nazionalsocialista divenne l'unico partito e il 24 luglio i Bibelforscher furono dichiarati fuorilegge in tutta la Germania. Molti di loro, nel novembre dello stesso anno, verranno licenziati, arrestati e maltrattati per essersi mantenuti "politicamente neutrali" non partecipando al voto obbligatorio.
L'anno successivo dal 7 al 9 settembre venne tenuta una grande assemblea a Basilea, vi furono presenti un migliaio di Bibelforscher tedeschi che testimoniarono riguardo alla loro situazione, ai maltrattamenti e alle persecuzioni subite. Anche in questa occasione vennero unanimemente prese delle decisioni: il 21 settembre dalla filiale della Watch Tower Bible and Tract Society di Berna fu inviato alla Cancelleria di Adolf Hitler un telegramma di protesta contro la persecuzione dei testimoni di Geova tedeschi. Mentre il 7 ottobre furono inviate circa 20.000 lettere e telegrammi al governo tedesco da testimoni di Geova di 50 nazioni compresa ogni congregazione della Germania.
Quando nel 1935 fu reintrodotta la leva obbligatoria, i Testimoni di Geova rifiutarono l'arruolamento finendo quindi perseguitati per questo oltre che per la loro opera missionaria che ledeva, secondo la visione nazista, la "morale" nazionale.
Per il settembre del 1936 era stato organizzato un congresso a Lucerna per il quale era prevista la presenza di circa 1000 testimoni tedeschi. Due settimane prima c'erano stati degli arresti di massa e solo circa 300 furono i delegati tedeschi; la maggioranza di questi dovettero attraversare illegalmente il confine e al loro ritorno furono arrestati. Anche in questo raduno furono fatte delle dichiarazioni messe per iscritto (un dattiloscritto di tre pagine e mezza) e mandate copie a Hitler e ai suoi uffici governativi nonché una copia al Vaticano.
Alla fine di settembre 1939 145 detenuti col "Triangolo viola" furono destinati al Campo di concentramento di Dachau.
Subito prima della II Guerra Mondiale il 5-10 per cento dei detenuti nei campi di concentramento erano testimoni di Geova. La percentuale si ridurrà rapidamente dopo l'inizio della guerra con le deportazioni in massa di ebrei, polacchi e altri che vengono internati nei campi. Che i Bibelforscher fossero stati i primi ad essere internati viene confermato da Elisabeth Will in Ravensbrück et ses Kommandos: «Le sole matricole inferiori a 1.000 che ho visto ancora in vita, erano dei triangoli viola; mi ricordo in particolare il vecchio, vecchio numero 66 che spazzava i rifiuti nel cortile dell'infermeria. Il suo sguardo era infinitamente luminoso e dolce».
A Dachau i testimoni di Geova furono isolati e assegnati ai lavori forzati all'interno di gruppi speciali di lavoro e punizione, e lo stesso avvenne a Mauthausen, Sachsenburg e Sachsenhausen. A Flossenbürg furono assegnati al lavoro nei crematori e a Esterwegen a pulire le latrine. Le testimoni di Geova detenute nei campi femminili di Moringen, Lichtemburg e Ravensbrück dovettero subire il lavoro forzato, la malnutrizione, la nudità, le punizioni corporali e l'isolamento. A Buchenwald furono sottoposti a brutali punizioni corporali. Ad Auschwitz la condanna del servizio militare e il rifiuto di occuparsi dei conigli, la cui pelliccia era usata per le divise costò la vita a diverse donne che erano state in precedenza imprigionate e condannate per tradimento proprio per questo loro rifiuto..

## Il numero delle vittime
A partire dal 1935 circa 10.000 testimoni di Geova, per la maggior parte di nazionalità tedesca, vennero imprigionati nei campi di concentramento. Dopo lo scoppio del secondo conflitto mondiale un piccolo numero venne deportato da Austria, Belgio, Cecoslovacchia, Paesi Bassi, Norvegia e Polonia (in alcuni casi si trattava di testimoni fuggiti in precedenza dalla Germania). Si stima che un numero compreso tra 1.500 e 5.000 sia perito nei campi e nelle prigioni naziste. Oltre 200 testimoni di Geova subirono il giudizio dei tribunali di guerra tedeschi e vennero giustiziati per aver rifiutato il servizio militare.
Un gruppo si guadagnò rispetto per il suo rigore e la sua pulizia morale: i testimoni di Geova … Tutte le testimoni di Geova che io ebbi modo di conoscere erano corrette, gentili, pronte a prestare aiuto, decisamente avverse al nazionalsocialismo e non si lasciavano corrompere dalla loro posizione privilegiata. Il capo della sezione politica, Maximilian Grabner, dichiarò a verbale che le testimoni di Geova sfruttavano i loro contatti personali con i capi delle SS, stabilitisi per il fatto che lavoravano nelle loro case, per segnalare le malefatte più gravi compiute da uomini delle SS; ad esempio il comportamento tirannico della sorvegliante Irma Grese fu segnalato da una testimone di Geova. Hoss scrive a proposito di queste donne che le SS chiamavano di preferenza "le api della Bibbia": Esse venivano impiegate nelle famiglie delle SS dove c'erano molti bambini … Fra di loro c'erano anche delle strane creature. Una lavorava presso un ufficiale delle SS: faceva tutto quello che gli poteva leggere negli occhi, ma si rifiutava ostinatamente di pulire uniforme, berretto, stivali e insomma tutto ciò che fosse militaresco. Una di loro era capoblocco nell'edificio del comando. Julia Foldi-Skodova ricorda che, quando passò la sua prima notte in quel blocco questa donna, di nome Mizzi, venne nella camerata e disse nel suo dialetto viennese: "Buona notte ragazze!". "Fu come se mi avessero fatto una carezza". Tale fu l'effetto di queste parole gentili in quell'ambiente. Secondo le osservazioni di Benedikt Kautsky per molte testimoni di Geova la fedeltà alle loro convinzioni religiose si spinse fino al martirio consapevolmente vissuto.

## Alcuni dei Bibelforscher che subirono l'esecuzione capitale
La maggior parte furono giustiziati perché "obiettori di coscienza".
- 15 settembre 1939 August Dickmann[40] fucilato a Sachsenhausen come obiettore di coscienza.
- 26 settembre 1939 Johann Pichler e Josef Wegscheider sono i primi testimoni di Geova austriaci giustiziati per obiezione di coscienza.
- 24 ottobre 1939 Karl Kühnel decapitato per obiezione di coscienza.
- 7 dicembre 1939 Famiglia Wohlfahrt di Pörtschach (Austria) decapitato il capofamiglia insieme ad altri testimoni perché obiettore di coscienza.[41] Per lo stesso motivo fu giustiziato il figlio Gregor di 20 anni il 14 marzo 1942, Franz fu internato a Rollwald e Willibald, Ida, Annie e Kristian mandati in riformatorio. Nel 1945 Willibald e Kristian furono mandati sul fronte russo dove il primo morì.
- 27 aprile 1940 Wilhelm Kusserow fucilato per obiezione di coscienza.[42]
- 8 gennaio 1941 Johannes Harms di Wilhelmshaven decapitato.
- 1941 Rolf Appel di Süderbrarup e nel 1944 suo figlio Walter di 17 anni per obiezione di coscienza.
- 9 maggio 1941 Kurt Liebold di Reichenbach decapitato per obiezione di coscienza.[36]
- 18 dicembre 1941 Heinrich Fundis di Sulzfield decapitato per obiezione di coscienza.[43]
- 28 marzo 1942 Wolfgang Kusserow decapitato per obiezione di coscienza.[44]
- 19 giugno 1942 Heinz Berneker di Königsberg decapitato a Brandeburgo per obiezione di coscienza.[45]
- 26 giugno 1942 Max Moserth di Burgstädt decapitato per disfattismo.[46]
- 1º settembre 1942 Willi Letonja (ex nazista austriaco) ghigliottinato a Brandeburgo, si rifiutò di continuare a prestare servizio militare.[46]
- 1º febbraio 1943 Hans Rehwald fucilato, una sua sentita preghiera costrinse la ripetizione dell'ordine, la prima volta nessun componente del plotone d'esecuzione aveva sparato e alla ripetizione dell'ordine ci fu bisogno del colpo di grazia, nessuno aveva sparato per uccidere.[47]
- 27 gennaio 1943 Sigurd Speidel di Sindelfingen decapitato a 19 anni per obiezione di coscienza.[48]
- 9 giugno 1944 Emmy Zehden ghigliottinata per aver nascosto tre obiettori di coscienza. Oggi davanti alla prigione di Berlino-Plötzensee c'è una strada a suo nome.
- agosto 1944 Paul Weseler,[49] Wilhelm Bischoff, Julius Engelhard, Auguste Hetkamp, Johann Hörstgen, Friédrich e Klara Stoffels (di Oberhausen, Mülheim an der Ruhr e Karlsruhe) furono giustiziati tutti insieme.
- 9 ottobre 1944 Vinzenz Platajs (Austria) decapitato a Brandeburgo per aver riprodotto e distribuito la Torre di Guardia.[50]
- novembre 1944 Jakob van Bennekom (Paesi Bassi) fucilato per essersi rifiutato di costruire sbarramenti anticarro.
- 8 dicembre 1944 Helene Gotthold (nel 1937 abortì per le percosse da parte della Gestapo) ghigliottinata con altre tre testimoni perché "predicava".[36][51]
- 22 dicembre 1944 Rudolf Auschner decapitato.[36]

## Denunce delle persecuzioni contro i testimoni di Geova
Dopo la dichiarazione del 1933 in diverse proprie pubblicazioni i testimoni di Geova denunciarono i crimini e le persecuzioni delle quali erano oggetto in Germania.
Il fatto che i Bibelforscher fossero stati tra i primi ad essere internati li poneva nella posizione di avere notizie di prima mano sull'esistenza dei campi di concentramento e su ciò che vi stava accadendo.
Nel 1938 un testimone svizzero, Franz Zurcher, denunciò, documentandolo, il comportamento inumano subito dai testimoni tedeschi e riportando tutto nel libro "Crociata contro il Cristianesimo".
Christine King ha detto: "i testimoni di Geova ebbero il coraggio di parlare. Parlarono chiaro sin dall'inizio. Parlarono con una sola voce. E parlarono con enorme coraggio".

## Narciso Riet e le altre vittime italiane
Per commemorare le "Vittime delle violazioni dei Diritti Umani" è stato istituito, nel parco di Cernobbio in provincia di Como Il "Luogo della Memoria". Fra le tante targhe, su quella intitolata a Narciso Riet si può leggere:
Nato in Germania da genitori friulani, conservò la cittadinanza italiana. Abbracciò la fede dei Testimoni di Geova, la cui attività era all'epoca proscritta. Nel 1943 si trasferì a Cernobbio a Piazza Santo Stefano. La sua casa divenne per qualche tempo il centro di coordinamento delle attività che gli allora pochi Testimoni italiani svolgevano clandestinamente. Scoperto dalla Gestapo e rinchiuso nel campo di concentramento di Dachau e altrove, nel 1944 fu condannato a morte dalla corte popolare di Berlino. Fu tra le centinaia di Testimoni di Geova giustiziati per non aver sostenuto il regime nazista. (1908 - 1944 o 1945)»
Le altre tre vittime italiane documentate da Italo Tibaldi ne La geografia della deportazione italiana sono: Salvatore Doria, «[...] arrestato il 15/11/1939 su indicazione dell'OVRA per motivi politici e condannato dal tribunale speciale il 19/4/1940 ad 11 anni di reclusione, deportato dal penitenziario di Sulmona a Dachau il 13/10/1943 matr. 56477 e il 9/12/1943 a Mauthausen matr. 40536»; Luigi Hochreiner di Bolzano e la sua convivente Helene Delacher giustiziata nel 1943. «Praticamente tutti gli aderenti italiani» compresi i loro simpatizzanti e coloro che si rifiutarono di fare il servizio militare furono perseguitati. «Nell'aprile 1940, 26 Testimoni compaiono davanti al Tribunale speciale, che li condanna a un totale di 186 anni e 10 mesi di reclusione: saranno tutti scarcerati tra il 1943 e il 1944, ma soltanto nel 1957 quella decisione sarà riformata e i 26 assolti». «Secondo una stima dello storico valdese Giorgio Rochat, su 142 persone condannate dai tribunali fascisti o inviati al confino o internati per la loro attività religiosa, 83 - circa il sessanta per cento - sono Testimoni di Geova».

## Perché triangoli viola

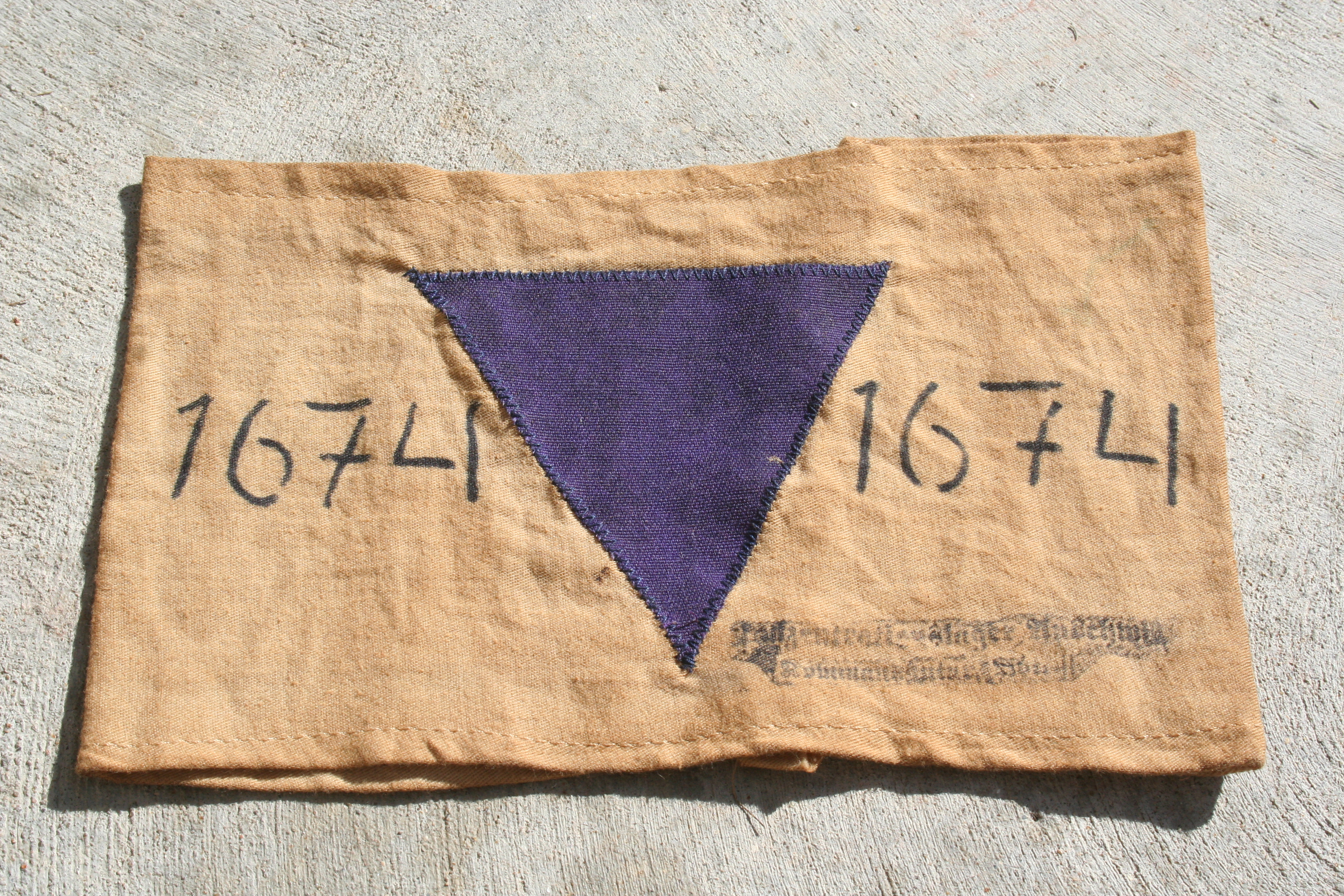
Numero di matricola del prigioniero e triangolo viola

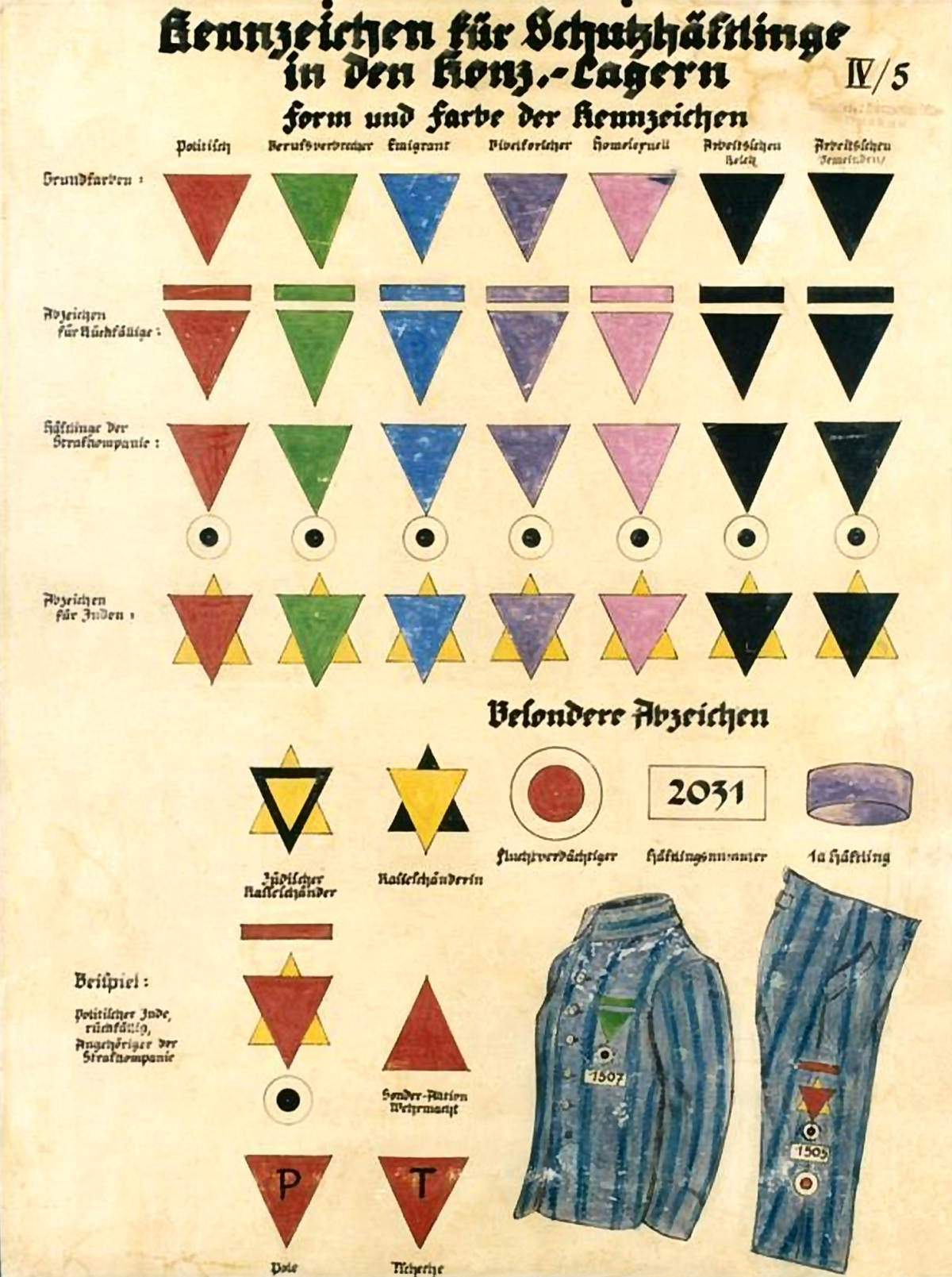
Tabella dei contrassegni diramata nel 1940 e nel 1941 a tutti i comandanti dei KL

I nazisti, per conoscere il gruppo al quale apparteneva ciascun internato, affibbiavano sulla casacca dei detenuti, oltre al numero di matricola, un triangolo rovesciato di colore diverso. I prigionieri erano pertanto generalmente così suddivisi:
- una Stella di David, formata da due triangoli gialli appositamente sovrapposti, per identificare gli ebrei;
- un triangolo marrone per identificare Rom e Sinti;
- un triangolo nero per identificare i cosiddetti "asociali";
- un triangolo rosso per identificare i prigionieri politici;
- un triangolo rosa per identificare gli uomini omosessuali;
- un triangolo verde per identificare i delinquenti comuni;
- un triangolo blu per identificare i fuoriusciti;
- un triangolo bianco con i contorni neri e la scritta IMI per identificare gli Internati Militari Italiani (coloro che rifiutarono di arruolarsi dopo l'8 settembre 1943 con i Nazi-Fascisti).
- un triangolo bianco con i contorni neri e all'interno del triangolo l'iniziale del proprio Stato di Appartenenza per identificare i Prigionieri di Guerra.
- un triangolo viola per identificare i testimoni di Geova, i "ricercatori della Bibbia", Bibelforscher[67][68][69][70], perciò detti anche "i viola", die Violetten[71]. Erano anche appellatti dai nazisti con i termini dispregiativi di Kriegsdienstverweigerer, coloro che non prestano il servizio militare, ossia obiettori di coscienza, Bibelwürmer, vermi della Bibbia, derivante da Bibelforscher e Bücherwürmer, topo di biblioteca, Himmelskomiker, comici del cielo, Jordanscheiche, sceicchi giordani, Himmelhunde, cani del cielo, o Bibelbiene, api della Bibbia, che qui assume la connotazione di "pidocchio", che nel linguaggio popolare significa anche "amichetta", "prostituta"[72].

## Testimoni di Geova riconosciuti "Giusti tra le nazioni"
Yad Vashem, l'ente nazionale per la Memoria della Shoah, preposto anche alla nomina di Giusti tra le nazioni, ovvero di tutte quelle persone non ebree che a rischio della propria vita e senza nulla pretendere come ricompensa, aiutarono in qualche modo gli ebrei della Shoah, nascondendoli, procurando cibo e vestiario o agevolando in qualche modo la loro salvezza, contiene nel "The Righteous Among the Nations Database" ovvero il Database dei Giusti fra le Nazioni i nomi di diversi Testimoni di Geova che in Europa per vari motivi non furono arrestati o internati nei campi e prestarono aiuto a ebrei perseguitati e fuggiti dai ghetti o dai campi di concentramento, i loro nomi e le loro storie sono riportati di seguito:
- Il 28 giugno 1966, lo Yad Vashem riconobbe due testimoni di Geova polacchi, Socha Józef e sua moglie Socha Agnieszka, come giusti tra le nazioni[75].
- Il 7 settembre 1971, lo Yad Vashem riconobbe una testimone di Geova tedesca di Berlino, Emma Gumz come giusti fra le nazioni[76]. La storia completa di Inge Deutschkron in un pdf di Yad Vashem[77].
- Il 20 novembre 1986, Yad Vashem riconosce la polacca Józefa Sobol come "Giusta"[78][79].
- Il 14 dicembre 1994, lo Yad Vashem riconobbe due testimoni di Geova bielorussi, Vasiliy Ivanov e sua figlia Irina Ivanova Levikina, come giusti tra le nazioni. L'onorificenza fu loro assegnata per aver nascosto, ospitato e protetto, a rischio della vita e nonostante le proteste della moglie di Vasiliy, per tutto il periodo dell'Olocausto e fino alla caduta del regime nazista, una giovane ebrea di nome Heina, fuggita dal ghetto di Braslaw (Braslau). Anche quando i tedeschi cominciarono a perlustrare la zona in cerca di partigiani ed ebrei nascosti, incendiando molti villaggi, Vasiliy ed Irina continuarono a proteggerla, considerando il salvataggio della giovane un dovere imposto da Dio. Heina rimase presso gli Ivanov fino alla liberazione e mantenne contatti con loro per molti anni dopo la guerra[80][81][82].
- Il 5 marzo 1998, lo Yad Vashem riconobbe tre testimoni di Geova ungheresi, András Nagy, Magdolna Nagry, Erzsébet Nagy, come Giusti tra le nazioni[83].
- IL 22 febbraio 2004, lo Yad Vashem riconosce Jan Ciechanowski e suo fratello Stefan Ciechanowski polacchi come "Giusti"[84].
- Il 1º agosto 2010, lo Yad Vashem riconobbe due testimoni di Geova polacchi, Marianna Borzęcka e Józef Borzęcki, come giusti tra le nazioni[85][86].
- Il 2 aprile 2013, lo Yad Vashem riconosce due testimoni di Geova polacchi come "Giusti", Jan Golonka e Bronisawa Golonka[87].

## Nella cultura di massa

### Cinematografia dell'Olocausto
- La croce e la svastica (2022), regia di Giorgio Treves. Autori: Luca Scivoletto e Giorgio Treves, durata 104 min. - Italia, Francia[88].

### Video storico
- Processo di Norimberga, 1º agosto 1946. Il procuratore, Col. Wheeler, degli Stati Uniti, parla della persecuzione subita dai gruppi religiosi, in particolare "i Bibelforscher" (Testimoni di Geova), nella Germania nazista e nei paesi occupati. Enumera altri gruppi di vittime internate nel campo di concentramento di Dachau, tra cui i testimoni di Geova, gli omosessuali e gli asociali.[89]

### Film documentario
- Fritz Poppenberg (Wp de) e Stefanie Krug, Persecuzione e resistenza dei Testimoni di Geova sotto il regime nazista, DVD, 2012 (titolo originale in tedesco: Unter Jehovas Schutz. Zwei Freundinnen erinnern sich an die Zeit im Konzentrationslager), 1988, 92 minuti, a colori. Lingue: Tedesco, inglese, francese, polacco, spagnolo e italiano. Film realizzato con il patrocinio dell'United States Holocaust Memorial Museum, Washington D.C. - Drei Linden Film (www. dreilindenfilm.de) - Berlino.

### Approfondimenti
- Marco Vignolo Gargini, Paragrafo 175 - La memoria corta del 27 gennaio, Lucca, Andrea Giannasi Editore, 2016, ISBN 978-88-9914-139-4.
- Giorgio Rochat, Regime fascista e Chiese evangeliche, Torino, Editrice Claudiana, 2000, ISBN 978-88-7016-130-4.
- John Seymour Conway, The Nazi Persecution of the Churches 1933-1945, Toronto, The Ryerson Press, 1968, ISBN 978-15-7383-080-5.
- Rudolf Höss, Kommandant in Auschwitz Autobiographiske Aufzeichnungen, trad. di G. Panzieri Saija, Einaudi, Torino, 1985, pagina 70.ISBN 3-423-30127-9
- Sylvie Graffard, Léo Tristan, I Bibelforscher e il nazismo (1933-1945) I dimenticati dalla Storia, Ed. Tiresias, Parigi, 1994 ISBN 2-908527-25-1
- Margarete Buber-Neumann, Prigioniera di Stalin e Hitler, il Mulino, Bologna, 1994 ISBN 88-15-10501-8
- Lucio Monaco curatore dell'opera di Lidia Beccaria Rolfi Il Lager di Ravensbrück. La popolazione femminile dalla nascita del campo alla liberazione in La deportazione femminile nei Lager nazisti. Convegno internazionale, Torino, 20-21 ottobre 1994, Franco Angeli, Milano 1995
- The Jehovah's Witnesses' Experience in the Nazi Concentration Camps: A History of Their Conflicts with the Nazi State J. of Church and State (1996)
- Frediano Sessi, Auschwitz 1940-1945, Rizzoli (Bur), Milano, 1999 ISBN 978-88-17-17296-7
- AA. VV., Minoranze Coscienza e dovere della Memoria, Jovene Editore, Napoli, 2001
- Andrea Filippini, I bibelforscher e il nazismo - Testimonianze dalla Slovenia, Editrice Italica, Pescara 2002
- Matteo Pierro, Fra Martirio e Resistenza. La persecuzione nazista e fascista dei Testimoni di Geova, Actac, Como, 2002 ISBN 88-87284-05-9
- Simone Arnold Liebster,  Sola di fronte al leone - una ragazzina resiste al regime nazista, Schotgen Editions, Lussemburgo 2003 ISBN 2-87953-911-0
- Claudio Vercelli, Tanti Olocausti. La deportazione e l'internamento dei Lager nazisti, La Giuntina, Firenze, 2005, ISBN 88-8057-214-8
- Giorgio Giannini, Il giorno della memoria - Per non dimenticare, Edizioni Associate, Roma 2005 ISBN 88-267-0396-5
- Hans Hesse, Persecuzione e resistenza dei Testimoni di Geova durante il regime nazista 1933-1945, Edizioni Schortgen, Lussemburgo 2005
- Allert Tilman, Heil Hitler! Storia di un saluto infausto. Il Mulino, Bologna 2008 ISBN 978-88-15-12465-4
- Giorgio Giannini, Vittime dimenticate, lo sterminio dei disabili, dei rom, degli omosessuali e dei testimoni di Geova, Stampa Alternativa, Viterbo 2011 ISBN 978-88-6222-274-7
- Lieselotte Wolbitsch, Dalla notte fonda spunta il mattino, Franz Wohlfahrt sopravvissuto al terrore nazista, traduzione di Roberto Rossi, titolo originale: In tiefer Nacht beginnt der morgen, Franz Wohlfahrt uberlebt den NS - terror, Azzurra 7 Editrice, Gardigiano di Scorzè 2014, ISBN 978-88-88907-40-6
- Vincenz Jobst, Anton Uran, perseguitato - dimenticato - giustiziato, traduzione di Roberto Rossi, titolo originale: Anton Uran, verfolgt - vergessen - hingerichtet, Azzurra 7 Editrice, Gardigiano di Scorzè 2015, ISBN 978-88-88907-44-4
- Nechama Tec, Albert Friedlander, Carol Rittner, Stephen Smith, Irena Steinfeldt, Victoria Barnett, Cristine King, Michael Barembaum, Yitzhk Arad e altri storici, The Holocaust and the Christian World: Reflections on the Past, Challenges for the Future - su progetto Yad Vashem e Beth Shalom Holocaust Memorial Center, Mahwah, Paulist Press, 2019, ISBN 978-08-091-5364-0.